# Solanum crinitum
Solanum crinitum är en potatisväxtart som beskrevs av Jean-Baptiste de Lamarck. Solanum crinitum ingår i släktet skattor som ingår i familjen potatisväxter. Inga underarter finns listade i Catalogue of Life.